# 1. Fußball-Club Nürnberg Verein für Leibesübungen 1991-1992
Questa voce raccoglie le informazioni riguardanti il 1. Fußball-Club Nürnberg Verein für Leibesübungen nelle competizioni ufficiali della stagione 1991-1992.

## Stagione
Nella stagione 1991-1992 il Norimberga, allenato da Willi Entenmann, concluse il campionato di Bundesliga al 7º posto. In Coppa di Germania il Norimberga fu eliminato al secondo turno dall'Havelse.

## Rosa
| N. |                     | Ruolo | Calciatore              |
| -- | ------------------- | ----- | ----------------------- |
|    | Romania (bandiera)  | P     | Ştefan Crişan           |
|    | Germania (bandiera) | P     | Andreas Köpke           |
|    | Germania (bandiera) | P     | Kurt Kowarz             |
|    | Germania (bandiera) | D     | Jörg Dittwar            |
|    | Germania (bandiera) | D     | Kay Friedmann           |
|    | Germania (bandiera) | D     | Hans-Jürgen Heidenreich |
|    | Germania (bandiera) | D     | Marco Kurz              |
|    | Germania (bandiera) | D     | Joachim Philipkowski    |
|    | Germania (bandiera) | D     | Uwe Wolf                |
|    | Germania (bandiera) | D     | Rainer Zietsch          |
|    | Germania (bandiera) | C     | Markus Bäurle           |
|    | Germania (bandiera) | C     | Steffen Binke           |
|    | Germania (bandiera) | C     | Thomas Brunner          |
|    | Germania (bandiera) | C     | Michael Butrej          |

| N. |                      | Ruolo | Calciatore       |
| -- | -------------------- | ----- | ---------------- |
|    | Germania (bandiera)  | C     | Hans Dorfner     |
|    | Germania (bandiera)  | C     | Günter Drews     |
|    | Germania (bandiera)  | C     | Dirk Fengler     |
|    | Germania (bandiera)  | C     | André Golke      |
|    | Germania (bandiera)  | C     | Jens Krinke      |
|    | Germania (bandiera)  | C     | Marc Oechler     |
|    | Germania (bandiera)  | C     | Andreas Schöll   |
|    | Germania (bandiera)  | C     | Martin Wagner    |
|    | Germania (bandiera)  | C     | Uwe Weidemann    |
|    | Germania (bandiera)  | A     | Dieter Eckstein  |
|    | Germania (bandiera)  | A     | Reiner Wirsching |
|    | Germania (bandiera)  | A     | Christian Wück   |
|    | Argentina (bandiera) | A     | Sergio Zárate    |

## Organigramma societario
Area tecnica
- Allenatore: Willi Entenmann
- Allenatore in seconda:
- Preparatore dei portieri:
- Preparatori atletici: Peter Kuhnt

## Calciomercato

### Sessione estiva
| Acquisti | Acquisti       | Acquisti          | Acquisti |
| R.       | Nome           | da                | Modalità |
| -------- | -------------- | ----------------- | -------- |
| C        | Markus Bäurle  | Kickers Stoccarda |          |
| C        | Dirk Fengler   | Kickers Stoccarda |          |
| D        | Kay Friedmann  | Kaiserslautern    |          |
| C        | André Golke    | St. Pauli         |          |
| C        | Jens Krinke    | Stoccarda II      |          |
| D        | Rainer Zietsch | Uerdingen 05      |          |

| Cessioni | Cessioni           | Cessioni               | Cessioni |
| R.       | Nome               | a                      | Modalità |
| -------- | ------------------ | ---------------------- | -------- |
| D        | Uli Bayerschmidt   | Hertha Berlino         |          |
| C        | Christian Hausmann | Hertha Berlino         |          |
| D        | Ulf Metschies      | Eintracht Braunschweig |          |
| A        | Frank Türr         | Bochum                 |          |

### Sessione invernale
| Acquisti | Acquisti | Acquisti | Acquisti |
| R.       | Nome     | da       | Modalità |
| -------- | -------- | -------- | -------- |

| Cessioni | Cessioni | Cessioni | Cessioni |
| R.       | Nome     | a        | Modalità |
| -------- | -------- | -------- | -------- |

## Risultati

### Bundesliga

#### Girone di andata
| Arbitro: | Malbranc |

|                                                 |           |  |
| Weichert 27’, 51’ Sedláček 53’ Spies 90’ (rig.) | Marcatori |  |

| Arbitro: | Gläser |

|                                  |           |                     |
| Eckstein 9’ Oechler 18’ Wück 88’ | Marcatori | 30’ (rig.) Schreier |

| Arbitro: | Föckler |

|           |           |  |
| Freund 8’ | Marcatori |  |

| Arbitro: | Berg |

|          |           |              |
| Wolf 61’ | Marcatori | 53’ Gütschow |

| Arbitro: | Merk |

|  |           |                                        |
|  | Marcatori | 13’ Brunner 22’ Friedmann 63’ Eckstein |

| Arbitro: | Mierswa |

|                                                 |           |  |
| Wagner 1’ Friedmann 29’ Zárate 30’ Eckstein 39’ | Marcatori |  |

| Arbitro: | Ziller |

|                                          |           |  |
| Funkel 17’ (rig.) Goldbæk 62’ Dooley 76’ | Marcatori |  |

| Arbitro: | Führer |

|              |           |                |
| Eckstein 53’ | Marcatori | 49’ von Heesen |

| Arbitro: | Heynemann |

|                          |           |                          |
| Bein 25’ Falkenmayer 34’ | Marcatori | 52’ Brunner 77’ Eckstein |

| Arbitro: | Weber |

|                                 |           |  |
| Dittwar 59’ (rig.) Eckstein 90’ | Marcatori |  |

| Arbitro: | Neuner |

|          |           |               |
| Wück 80’ | Marcatori | 72’ Wohlfarth |

| Arbitro: | Theobald |

|                                          |           |                                    |
| Chapuisat 35’, 69’ Rummenigge 38’ (rig.) | Marcatori | 59’ (aut.) Reinhardt 79’ Friedmann |

| Arbitro: | Strampe |

|                                       |           |                                       |
| Eckstein 4’, 45’ Oechler 55’ Wück 84’ | Marcatori | 16’ Walter 64’ Buchwald 67’ Frontzeck |

| Arbitro: | Osmers |

|           |           |  |
| Salou 27’ | Marcatori |  |

| Arbitro: | Steinborn |

|                                     |           |          |
| Eckstein 22’ Zietsch 32’ Wagner 82’ | Marcatori | 70’ Sané |

| Arbitro: | Stenzel |

|  |           |          |
|  | Marcatori | 77’ Wück |

| Arbitro: | Malbranc |

|            |           |             |
| Wagner 27’ | Marcatori | 53’ Nijhuis |

| Arbitro: | Krug |

|          |           |  |
| Carl 66’ | Marcatori |  |

| Arbitro: | Assenmacher |

|               |           |  |
| Weidemann 30’ | Marcatori |  |

#### Girone di ritorno
| Norimberga 30 novembre 1991, ore 15:30 CET 20ª giornata | Norimberga | 0 – 0 referto | Hansa Rostock | Frankenstadion (27 000 spett.)\| Arbitro: \| Aust \| |
| Arbitro:                                                | Aust       |               |               |                                                      |

| Arbitro: | Kasper |

|              |           |                         |
| Schreier 50’ | Marcatori | 43’ Zárate 59’ Eckstein |

| Arbitro: | Fröhlich |

|  |           |                 |
|  | Marcatori | 46’ Christensen |

| Arbitro: | Gläser |

|             |           |                    |
| Gütschow 4’ | Marcatori | 59’ Wück 83’ Golke |

| Arbitro: | Habermann |

|           |           |  |
| Golke 90’ | Marcatori |  |

| Arbitro: | Ziller |

|                                           |           |  |
| Giske 21’ Ordenewitz 32’, 44’ Baumann 80’ | Marcatori |  |

| Arbitro: | Heynemann |

|                               |           |                            |
| Golke 8’, 74’ Heidenreich 11’ | Marcatori | 54’ (rig.) Kuntz 88’ Vogel |

| Arbitro: | Dardenne |

|  |           |                          |
|  | Marcatori | 15’ Zietsch 52’ Eckstein |

| Arbitro: | Stenzel |

|            |           |                                  |
| Zárate 44’ | Marcatori | 46’ Yeboah 50’ Andersen 90’ Roth |

| Arbitro: | Prengel |

|                            |           |             |
| Marin 12’, 69’, 89’ (rig.) | Marcatori | 78’ Dorfner |

| Arbitro: | Assenmacher |

|            |           |                                 |
| Mazinho 2’ | Marcatori | 18’ Wück 42’ (rig.), 89’ Zárate |

| Arbitro: | Kasper |

|                            |           |               |
| Zárate 12’ (rig.) Wück 28’ | Marcatori | 34’ Chapuisat |

| Arbitro: | Krug |

|                 |           |  |
| Sammer 22’, 35’ | Marcatori |  |

| Arbitro: | Malbranc |

|                        |           |            |
| Zárate 44’ (rig.), 80’ | Marcatori | 48’ Criens |

| Arbitro: | Dellwing |

|             |           |              |
| Neuhaus 57’ | Marcatori | 32’ Eckstein |

| Arbitro: | Merk |

|            |           |  |
| Wagner 57’ | Marcatori |  |

| Arbitro: | Steinborn |

|                          |           |  |
| Lyutiy 10’, 86’ Hopp 80’ | Marcatori |  |

| Arbitro: | Theobald |

|          |           |                      |
| Wück 61’ | Marcatori | 76’ Scholl 82’ Krieg |

| Arbitro: | Aust |

|          |           |                     |
| Kohn 38’ | Marcatori | 59’, 70’, 76’ Golke |

### Coppa di Germania
| Arbitro: | Osmers |

|                                  |                      |                                  |
| Meier 57’                        | Marcatori            | 44’ Wolf                         |
| Spannuth Vogel Tiedgen Preljevic | Tiri di rigore 4 – 2 | Wagner Zietsch Friedmann Brunner |

## Statistiche

### Statistiche di squadra
| Competizione      | Punti | In casa | In casa | In casa | In casa | In casa | In casa | In trasferta | In trasferta | In trasferta | In trasferta | In trasferta | In trasferta | Totale | Totale | Totale | Totale | Totale | Totale | DR |
| Competizione      | Punti | G       | V       | N       | P       | Gf      | Gs      | G            | V            | N            | P            | Gf           | Gs           | G      | V      | N      | P      | Gf     | Gs     | DR |
| ----------------- | ----- | ------- | ------- | ------- | ------- | ------- | ------- | ------------ | ------------ | ------------ | ------------ | ------------ | ------------ | ------ | ------ | ------ | ------ | ------ | ------ | -- |
| Bundesliga        | 43    | 19      | 11      | 5       | 3       | 32      | 19      | 19           | 7            | 2            | 10           | 22           | 32           | 38     | 18     | 7      | 13     | 54     | 51     | +3 |
| Coppa di Germania | -     | 0       | 0       | 0       | 0       | 0       | 0       | 1            | 0            | 1            | 0            | 1            | 1            | 1      | 0      | 1      | 0      | 1      | 1      | 0  |
| Totale            | 43    | 19      | 11      | 5       | 3       | 32      | 19      | 20           | 7            | 3            | 10           | 23           | 33           | 39     | 18     | 8      | 13     | 55     | 52     | +3 |

### Andamento in campionato
| Giornata  | 1  | 2  | 3  | 4  | 5  | 6 | 7  | 8  | 9  | 10 | 11 | 12 | 13 | 14 | 15 | 16 | 17 | 18 | 19 | 20 | 21 | 22 | 23 | 24 | 25 | 26 | 27 | 28 | 29 | 30 | 31 | 32 | 33 | 34 | 35 | 36 | 37 | 38 |
| --------- | -- | -- | -- | -- | -- | - | -- | -- | -- | -- | -- | -- | -- | -- | -- | -- | -- | -- | -- | -- | -- | -- | -- | -- | -- | -- | -- | -- | -- | -- | -- | -- | -- | -- | -- | -- | -- | -- |
| Luogo     | T  | C  | T  | C  | T  | C | T  | C  | T  | C  | C  | T  | C  | T  | C  | T  | C  | T  | C  | C  | T  | C  | T  | C  | T  | C  | T  | C  | T  | T  | C  | T  | C  | T  | C  | T  | C  | T  |
| Risultato | P  | V  | P  | N  | V  | V | P  | N  | N  | V  | N  | P  | V  | P  | V  | V  | N  | P  | V  | N  | V  | P  | V  | V  | P  | V  | V  | P  | P  | V  | V  | P  | V  | N  | V  | P  | P  | V  |
| Posizione | 20 | 12 | 18 | 16 | 11 | 6 | 11 | 12 | 12 | 6  | 7  | 10 | 8  | 11 | 7  | 6  | 6  | 8  | 5  | 5  | 5  | 6  | 6  | 6  | 7  | 6  | 6  | 6  | 6  | 6  | 6  | 6  | 6  | 6  | 5  | 7  | 7  | 7  |

Legenda:

Luogo: C = Casa; T = Trasferta. Risultato: V = Vittoria; N = Pareggio; P = Sconfitta.

### Statistiche dei giocatori
| Giocatore       | Bundesliga | Bundesliga | Bundesliga  | Bundesliga | Coppa di Germania | Coppa di Germania | Coppa di Germania | Coppa di Germania | Totale   | Totale | Totale      | Totale     |
| Giocatore       | Presenze   | Reti       | Ammonizioni | Espulsioni | Presenze          | Reti              | Ammonizioni       | Espulsioni        | Presenze | Reti   | Ammonizioni | Espulsioni |
| --------------- | ---------- | ---------- | ----------- | ---------- | ----------------- | ----------------- | ----------------- | ----------------- | -------- | ------ | ----------- | ---------- |
| S. Binke        | 0          | 0          | 0           | 0          | 0                 | 0                 | 0                 | 0                 | 0        | 0      | 0           | 0          |
| T. Brunner      | 26         | 2          | 2           | 1          | 1                 | 0                 | 1                 | 0                 | 27       | 2      | 3           | 1          |
| M. Butrej       | 0          | 0          | 0           | 0          | 0                 | 0                 | 0                 | 0                 | 0        | 0      | 0           | 0          |
| M. Bäurle       | 5          | 0          | 0           | 0          | 0                 | 0                 | 0                 | 0                 | 5        | 0      | 0           | 0          |
| Ş. Crişan       | 0          | 0          | 0           | 0          | 0                 | 0                 | 0                 | 0                 | 0        | 0      | 0           | 0          |
| J. Dittwar      | 35         | 1          | 10          | 0          | 0                 | 0                 | 0                 | 0                 | 35       | 1      | 10          | 0          |
| H. Dorfner      | 18         | 1          | 6           | 0          | 0                 | 0                 | 0                 | 0                 | 18       | 1      | 6           | 0          |
| G. Drews        | 2          | 0          | 0           | 0          | 1                 | 0                 | 0                 | 0                 | 3        | 0      | 0           | 0          |
| D. Eckstein     | 36         | 12         | 7           | 1          | 1                 | 0                 | 0                 | 0                 | 37       | 12     | 7           | 1          |
| D. Fengler      | 22         | 0          | 7           | 0          | 1                 | 0                 | 1                 | 0                 | 23       | 0      | 8           | 0          |
| K. Friedmann    | 36         | 3          | 8           | 1          | 1                 | 0                 | 1                 | 0                 | 37       | 3      | 9           | 1          |
| A. Golke        | 38         | 7          | 2           | 0          | 1                 | 0                 | 0                 | 0                 | 39       | 7      | 2           | 0          |
| H. Heidenreich  | 14         | 1          | 0           | 0          | 0                 | 0                 | 0                 | 0                 | 14       | 1      | 0           | 0          |
| K. Kowarz       | 1          | 0          | 1           | 0          | 0                 | 0                 | 0                 | 0                 | 1        | 0      | 1           | 0          |
| J. Krinke       | 0          | 0          | 0           | 0          | 0                 | 0                 | 0                 | 0                 | 0        | 0      | 0           | 0          |
| M. Kurz         | 18         | 0          | 4           | 0          | 1                 | 0                 | 0                 | 0                 | 19       | 0      | 4           | 0          |
| A. Köpke        | 37         | 0          | 0           | 0          | 1                 | 0                 | 0                 | 0                 | 38       | 0      | 0           | 0          |
| M. Oechler      | 38         | 2          | 4           | 1          | 1                 | 0                 | 0                 | 0                 | 39       | 2      | 4           | 1          |
| J. Philipkowski | 2          | 0          | 0           | 0          | 0                 | 0                 | 0                 | 0                 | 2        | 0      | 0           | 0          |
| A. Schöll       | 0          | 0          | 0           | 0          | 0                 | 0                 | 0                 | 0                 | 0        | 0      | 0           | 0          |
| M. Wagner       | 33         | 4          | 6           | 0          | 1                 | 0                 | 0                 | 0                 | 34       | 4      | 6           | 0          |
| U. Weidemann    | 9          | 1          | 1           | 0          | 1                 | 0                 | 0                 | 0                 | 10       | 1      | 1           | 0          |
| R. Wirsching    | 0          | 0          | 0           | 0          | 0                 | 0                 | 0                 | 0                 | 0        | 0      | 0           | 0          |
| U. Wolf         | 16         | 1          | 4           | 0          | 1                 | 1                 | 0                 | 1                 | 17       | 2      | 4           | 1          |
| C. Wück         | 32         | 8          | 3           | 0          | 0                 | 0                 | 0                 | 0                 | 32       | 8      | 3           | 0          |
| R. Zietsch      | 36         | 2          | 4           | 0          | 1                 | 0                 | 0                 | 0                 | 37       | 2      | 4           | 0          |
| S. Zárate       | 31         | 8          | 4           | 1          | 0                 | 0                 | 0                 | 0                 | 31       | 8      | 4           | 1          |